# Marie-Louise von Franz

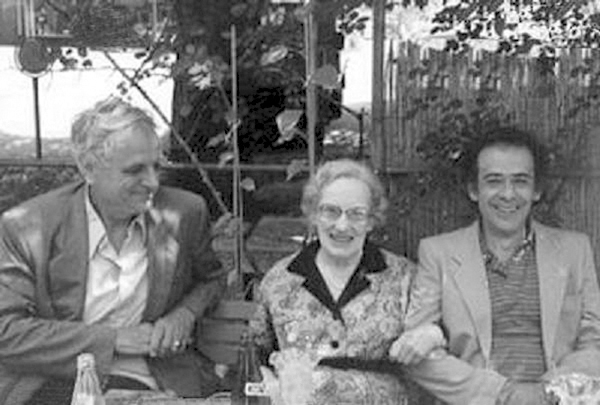
Dieter Baumann, Marie-Louise von Franz e José Zavala

Marie-Louise von Franz (Monaco di Baviera, 4 gennaio 1915 – Zurigo, 17 febbraio 1998) è stata una psicoanalista svizzera.

## Biografia
Nacque a Monaco di Baviera nel 1915. Suo padre era un ufficiale dell'esercito. Ebbe, come la psicoanalista francese Francoise Dolto, un pessimo rapporto con la madre.
Dopo la laurea in filosofia all'Università di Zurigo, fu allieva di Carl Gustav Jung, che la conobbe da ragazza restando colpito dalla sua cultura e intelligenza; nel 1933 cominciò a lavorare per lui traducendo antichi testi greci e latini come Aurora Consurgens e collaborò con lui sempre più strettamente fino alla morte di Jung, nel 1961, curando il suo ultimo libro, L'uomo e i suoi simboli (1964), pubblicato postumo.
È stata una delle più importanti esponenti della psicologia analitica del XX secolo. Come la Spielrein, Toni Wolff e Aniela Jaffé, anche la von Franz da giovane stabilì con Jung un accordo iniziale esplicito per quanto riguardava la forma di pagamento, non potendo altrimenti permettersi l'analisi. Nel 1941-44, la von Franz fu membro associato del Psychological Club di Zurigo, dove tenne numerose conferenze, poi pubblicate in monografie; nel 1944 divenne uno dei suoi membri a pieno titolo e fino al 1952 ne fu anche la bibliotecaria. Nel 1948 è stata co-fondatrice del C.G. Jung Institute di Zurigo.
Esponente di spicco della corrente "classica" della psicologia analitica, ha prodotto opere fondamentali sulla comprensione psicologica della favola, dei sogni, del tempo e del simbolismo alchemico. Ha scritto oltre venti volumi di argomento psicoanalitico ed è stata una delle più note docenti e analiste di supervisione del C.G. Jung Institut di Zurigo. Nel 1974, von Franz con i suoi allievi (René Malamud, Willi Obrist, Alfred Ribi e Paul Walder) ha fondato la Stiftung für Jung'sche Psychologie (Fondazione per la psicologia junghiana) e la rivista Jungiana.
Mentre James Hillman indagò le strutture archetipiche del mito, la Von Franz esplorò l'espressione degli archetipi della fiaba, che secondo lei rivelano un significato ben preciso, quello del Sé, inteso come totalità psichica dell'individuo e come "centro regolatore" della vita psichica del soggetto. 
Una delle caratteristiche che hanno reso popolari i libri della von Franz in tutto il mondo (e attirato una prestigiosa clientela internazionale) è la sua capacità di intrecciare la riflessione teorica a una serie di aneddoti sul suo maestro, nonché a brevi storie tratte dalla sua esperienza clinica e umana. Molti dei suoi testi mostrano l'attento sviluppo di temi antropologici tipici delle sinergie rinvenute da Jung nel folklore internazionale, nonché la classificazione delle tipologie individuate. Ne è un esempio il piccolo libro del 1988 sulla tipologia psicologica che rende comprensibile, grazie ai suoi ritratti di pazienti e persone, il modello delineato da Jung nel 1921 in Tipi psicologici.
Date, dettagli e foto della sua vita privata e ufficiale si trovano nel suo sito ufficiale

## Studi sui fenomeni di sincronicità e i rapporti tra psiche e materia

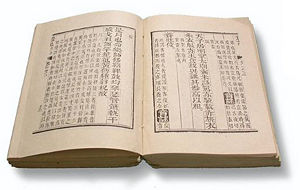
Il libro cinese dell'I-Ching

Nei libri Numero e Tempo e Psiche e materia, la von Franz ha indagato i fenomeni di sincronicità e i rapporti tra psiche, materia e numeri. Questa ricerca le fu ispirata da Jung che aveva ipotizzato l'unità dei mondi psichico e materiale (Unus Mundus). Nel 1968 la von Franz evidenziò per prima le analogie tra la struttura matematica del DNA  e del libro oracolare I Ching.
Tenne una lunga corrispondenza con il celebre fisico Wolfgang Pauli, premio Nobel per la fisica, uno dei padri della meccanica quantistica, conosciuto nel 1947 e già in analisi con Jung. La vedova di Pauli distrusse le lettere che von Franz aveva inviato a suo marito, ma quelle inviate da Pauli alla von Franz furono messe a disposizione degli studiosi e successivamente pubblicate.

## La torre a Bollingen e il legame con Barbara Hannah

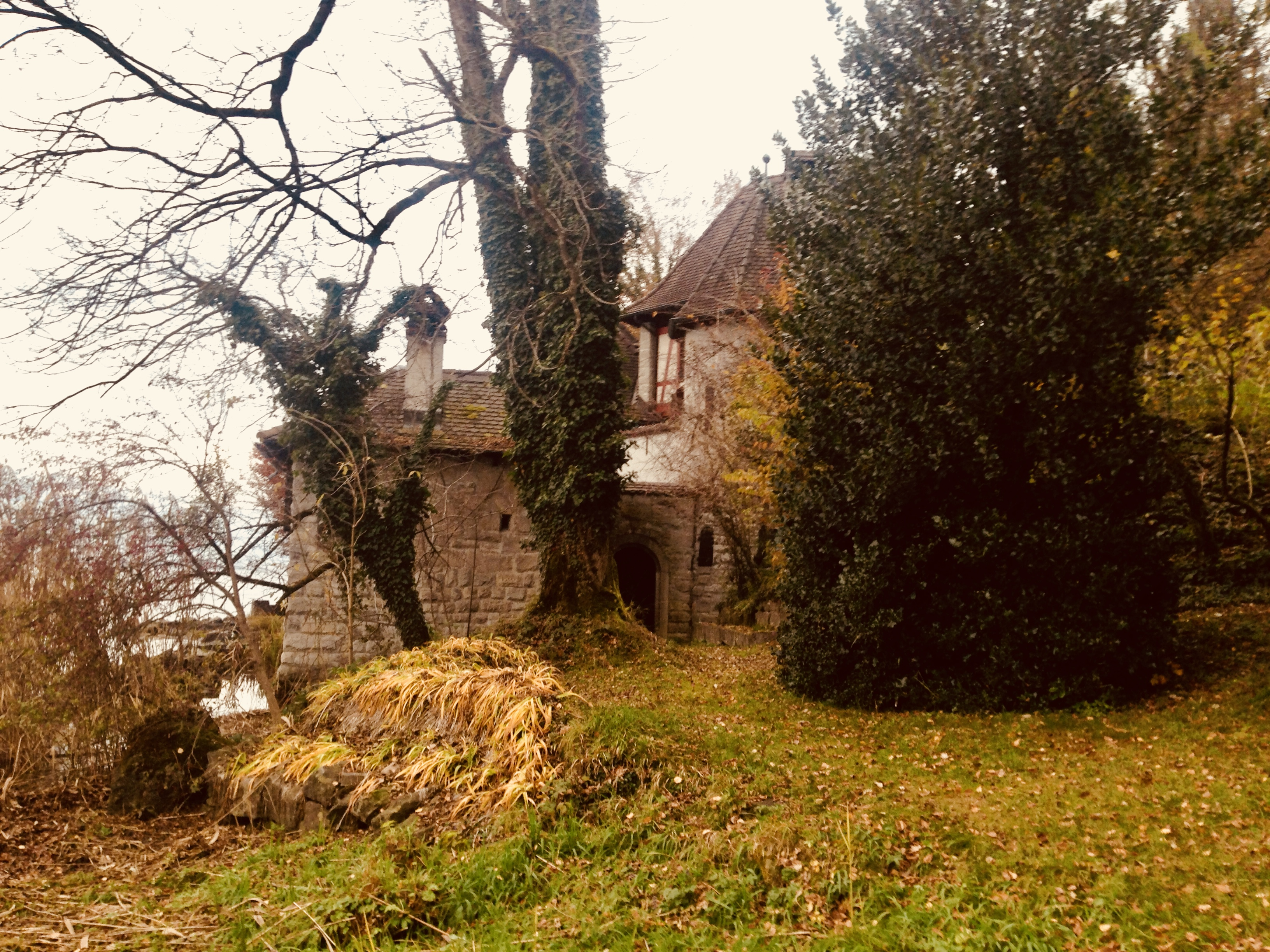
La torre a Bollingen

La Von Franz nel 1958 costruì, sull'esempio di Jung, una torre (a pianta quadrangolare anziché circolare) sul lago di Bollingen dove visse in contatto con la natura e gli animali. Alla storia della ricerca decennale del terreno e della costruzione di questo singolare edificio, la regista Francoise Sehllofer nel 1988 ha dedicato un videodocumentario cult in cui la Von Franz parla dell'alchimia e dei suoi rapporti coi sogni dell'uomo moderno. 
La von Franz (nata nel 1915) fu amica di Barbara Hannah, nata in Inghilterra nel 1891 e morta a Zurigo nel 1986, anche lei psicologa analitica tra i più cari allievi di Jung. Proprio Jung le presentò l'una all'altra e incoraggiò Marie-Louise a vivere con Barbara, nonostante la differenza di età, dicendo: «The real reason you should live together is that your chief interest will be analysis and analysts should not live alone». Quando Barbara domandò a Jung perché fosse così favorevole a farle vivere insieme, Jung rispose che voleva che Marie-Louise si rendesse conto che non tutte le donne erano brutali come lo era stata sua madre con lei.

## Edizione della sua opera omnia
Nel 2021 la Chiron Publications ha iniziato la pubblicazione in inglese dei suoi Collected Works in 18 volumi.

## Opere in traduzione italiana
- Il mito di Jung, trad. Elena Schanzer e Luigi Aurigemma, Torino: Boringhieri, 1972; 19902; ivi: Bollati Boringhieri, 1997, ISBN 88-339-0198-X
- Le fiabe interpretate, trad. Nadia Neri, Torino: Bollati Boringhieri, 1980; 19922, ISBN 978-88-339-0064-3
- Il mondo dei sogni: il simbolismo onirico nella psicologia junghiana, intervista filmata di Fraser Boa, Como: Red, 1990, ISBN 88-7031-744-7
- Il femminile nella fiaba, Torino: Boringhieri, 1983; ivi: Bollati Boringhieri, 19902
- Le fiabe del lieto fine: psicologia delle storie di redenzione, trad. Donatella Besana, Como: Red, 1987; 19902; 20043; con prefazione di Isabella Bossi Fedrigotti, Milano: TEA, 1996, ISBN 88-7447-124-6
- Divinazione e sincronicità. Psicologia delle coincidenze significative, trad. Nicola Bonimelli, Roma: Edizioni Tlon, 1980; 20193, ISBN 978-88-99684-49-5
- Incontri con la morte, Milano: Raffaello Cortina, 1984
- Alchimia, trad. Renato Oliva, Torino: Boringheri, 1984; ivi: Bollati Boringhieri, 1997
- L'asino d'oro, trad. Fabrizia Ramondino, Torino: Boringhieri, 1985, ISBN 88-339-0009-6
- La morte e i sogni, trad. Flavio Cuniberto, Torino: Boringhieri, 1986; ivi: Bollati Boringhieri, 1997
- L'individuazione nella fiaba, trad. Renato Oliva e Giuliano Caposio, Torino: Boringhieri, 1987
- Tipologia psicologica: pensiero e sentimento, intuizione e sensazione, trad. Carla Sborgi, Como: Red, 1988; trad. rivista da Ornella Benzoni, Novara: Red, 20042, ISBN 978-88-7447-141-6
- Sguardo dal sogno, trad. Silvia Stefani, Milano: Raffaello Cortina, 1989; ivi: Fabbri, 2008
- I miti di creazione, trad. Silvia Stefani, Torino: Bollati Boringhieri, 1989
- L'eterno fanciullo, l'archetipo del «Puer aeternus», trad. Maria Cristina Baldi, Como: Red, 1989; con prefazione di Ida Regina Zoccoli Francesini, Milano: TEA, 1997, ISBN 978-88-7447-970-2
- I volti del tempo: ritmo e riposo, flusso e durata, Como: Red, 1989, ISBN 88-7031-807-9
- Le visioni di Niklaus von Flüe, trad. Maria Cristina Baldi, Torino: Bollati Boringhieri, 1991
- Psiche e materia, trad. Antonio Vitolo, Torino: Bollati Boringhieri, 1992, ISBN 978-88-339-0712-3
- Il mondo dei sogni: alla scoperta di ciò che veramente siamo, trad. Marta Cohen Hemsi, Novara: Red, 1995, ISBN 978-88-7447-065-5
- L'ombra e il male nella fiaba, trad. Silvia Stefani, Torino: Bollati Boringhieri, 1995, ISBN 978-88-339-0928-8
- Le tracce del futuro: divinazione e tempo, prefazione di Emilio Servadio, trad. Augusto Sabbadini, Como : Red, 1986; Milano: TEA, 1996, ISBN 88-7819-861-7
- L'esperienza del tempo: il dio arcano che presiede alla vita, trad. Giovanna Nobile, Como: Red, 1995; Milano: TEA, 1997
- Passio perpetuae: il destino di una donna tra due immagini di Dio. Sogni e visioni di una martire cristiana, trad. Jose F. Padova, Milano: TEA, 1997
- Il filo di paglia, il tizzone e il fagiolo: differenze e costanze archetipiche in diverse culture, presentazione di Silvia Di Lorenzo, Bergamo: Moretti & Vitali, 2000 ISBN 88-7186-126-4
- Psicologia del Graal (con Emma Jung), trad. Enrica Matta, Milano: Tranchida, 2002
- La gatta: una fiaba sulla redenzione del femminile, Roma: Magi, 2008, ISBN 978-88-7487-250-3
- L'animus e l'anima nelle fiabe, trad. Federico De Luca Comandini e Robert M. Mercurio, Roma: Magi, 2009, ISBN 978-88-7487-006-6
- Nike e le acque di Stige, trad. Rolando Galluppi, in Le stagioni della vita, Quaderni Eranos 49, Red Edizioni, 1992
- Rispecchiamenti dell'anima: proiezione e raccoglimento interno nella psicologia di C.G. Jung, collana Jung e dintorni, Milano, La biblioteca di Vivarium, 2012, ISBN 9788895601199.
- Divinazione e sincronicità. Psicologia delle coincidenze significative, traduzione di Nicola Bonimelli, Roma, Tlon, 2019, ISBN 9788899684495.

## Interviste e video
- Remembering Jung - Alchimia-Sincronicità, Parte I, intervista di Suzanne Wagner, 1977[10]
- Remembering Jung - Alchimia-Sincronicità, Parte II, intervista di Suzanne Wagner, 1977[11]
- Marie Louise Von Franz: Le visioni di Nicolao della Flüe, un documentario di Guido Ferrari, 1987[12]
- The Way of the Dream, una serie di video interviste di Channell 4, a cura di Fraser Boa, Londra 1989. Il testo è stato edito in libro tradotto anche in italiano, ed. Red, Como, 1990.